# Анисимов, Николай Семёнович
Николай Семёнович Анисимов (18 (30) декабря 1877, Оренбургская губерния — 8 апреля 1931, Москва) — генерал-майор Белой армии, публицист, представитель Союза казачьих войск в Ставке (1917), кандидат в делегаты Учредительного собрания, кавалер семи орденов. Бежал в СССР после растраты войсковой кассы (1923). Заведовал лесным складом при Центральном Парке культуры и отдыха, был обвинён в шпионаже и подготовке вооруженного восстания — расстрелян по делу «Казачьего блока».

## Биография

### Ранние годы. Русско-японская и Мировая войны
Родился 18 (30) декабря 1877 года в поселке Изяк-Никитинский станицы Пречистенской Оренбургского казачьего войска (первый военный отдел) в дворянской семье. В 1899 году окончил Иркутский кадетский корпус, а затем, в 1902 году, стал выпускником Оренбургского казачьего юнкерского училища (по первому разряду).
Начал служить 5 декабря 1899 года. В 1902 году он получил чин хорунжего, в 1906 — сотника, а в 1908 — подъесаула. Николай Семёнович стал есаулом не ранее 1915 года, а в 1917 — войсковым старшиной (с утверждением в занимаемой должности). Анисимов был произведён в полковники в 1918 году с формулировкой «за отличия в борьбе с большевиками и за особые заслуги, оказанные войску по созданию центральной Государственной власти в России» — производство было утверждено Приказом Верховного правителя в 1919 году. В июне 1919 года стал генерал-майором.
Служил в органах управления Оренбургского казачьего войска (ОКВ) с 1896 года. 27 января 1904 года он был направлен во 2-й Нерчинский казачий полк, относящийся к Забайкальскому казачьему войску, где прослужил до 1906 года. Анисимов был участником Русско-японской войны: участвовал в боях под Ляояном, на реке Шахэ и в сражении под Мукденом в составе отряда генерала Павла Ренненкампфа.
В 1908—1910 годах находился в 2-м Оренбургском казачьем полку. 14 ноября 1910 года стал старшим адъютантом Третьего военного отдела Оренбургского казачьего войска, а с 1912 — помощником старшего адъютанта Войскового штаба. С 29 июля 1914 года являлся штаб-офицером для поручений при наказном атамане ОКВ. В Первую мировую войну был командиром 5-й сотни в 1-м Оренбургском казачьем полку. В 1915 году был дважды ранен — в первый раз в бою у Баламутовки-Ржавенцы — но вернулся в строй. После третьего ранения был назначен исполняющим обязанности офицера для поручений при наказном атамане.

### Революция и Гражданская война
После Февральской революции, в марте 1917 года, стал членом Временного казачьего комитета. В апреле был избран депутатом Первого Войскового круга и членом военной комиссии. Кроме того, он вошёл в Совет Союза казачьих войск.
Был представителем казачества в Ставке Верховного главнокомандующего и, одновременно, представителем ОКВ и заместителем руководителя делегации Союза казачьих войск в Совете республики в октябре 1917 года. Являлся участником фронтового казачьего съезда и кандидатом в делегаты Всероссийского Учредительного собрания от ОКВ. Был в числе инициаторов набега на Оренбург 4 апреля 1918 года. В 1917—1919 годах он являлся депутатом Войсковых кругов ОКВ и членом Войскового правительства (ВоП) ОКВ. Кроме того, состоял уполномоченным ВоП в Самаре, будучи при этом в распоряжении военного отдела ВоП.
Был представителем ОКВ при Директории (Всероссийском правительстве) и при Ставке и правительстве адмирала Колчака в Омске (1918—1919). В сентябре 1919 года участвовал в Государственном экономическом совещании в Омске. Конфликтовал с полковником Н. И. Душинкевичем.

### Эмиграция и бегство в СССР
После гибели Колчака продолжил службу в вооруженных силах Российской Восточной Окраины под руководством атамана Семёнова, где стал уполномоченным представителем ОКВ. Эвакуировался в Корею (порт Гензан) на пароходе «Эльдорадо». Оказался в эмиграции в Харбине.
Осенью 1920 года получил от атамана Семёнова 100 тысяч рублей золотом для поддержки оренбургских казаков, оказавшихся в Китае. В 1921 году, после гибели атамана Дутова, именно Н. Анисимов был избран заместителем Войскового атамана ОКВ. Прибыл в Гродеково; был зачислен на провиантское довольствие во Владивостоке. В этот период получил в распоряжение ещё около 50 тысяч рублей войсковых средств. 16 февраля 1923 года он был снят с поста за растрату войсковой кассы.
20 марта 1925 года явился с советское генеральное консульство, вручив послу прошение, подписанное 74 казаками. Подписавшиеся заявили о своём желании вернуться на Родину. 29 марта Генеральный консул СССР Э. К. Озарнин в сопровождении вице-консула Вильде, представителя Внешторга Пономоренко и представителей Добровольного флота прибыл в Шанхай на борт парохода «Монгугай» для поднятия советского флага. 5 апреля 1925 года Н. Анисимов и 240 казаков убыли из Шанхая в СССР.

### Советское время. Расстрел
В СССР поселился в Москве, где, на 1930 год, заведовал лесным складом при Центральном Парке культуры и отдыха. Проживал на Новослободской улице.
15 августа 1930 года арестован и обвинён в шпионаже и подготовке вооруженного восстания. 3 апреля 1931 года приговорён Коллегией ОГПУ к расстрелу — по делу «Контрреволюционной казачьей организации „Казачий блок“», вместе в другими лицами.
Похоронен на Ваганьковском кладбище, в общей могиле. Реабилитирован «в особом порядке» на основании первой статьи Указа Президиума Верховного Совета СССР от 16 января 1989 года.

## Награды
- Орден Святой Анны 4 степени с надписью «За храбрость»
- Орден Святого Станислава 3 степени с мечами и бантом
- Орден Святого Владимира 4 степени с мечами и бантом (1915)
- Орден Святой Анны 3 степени с мечами и бантом
- Орден Святой Анны 2 степени с мечами
- Орден Святого Станислава 2 степени с мечами
- Бухарский орден Золотой звезды 3 степени (1915)
- Высочайшее благоволение (1915): «за отлично-усердную службу и труды при мобилизации армии»[5]

## Семья
Н. Анисимов был женат на Марии Александровне; в семье было трое детей: Виктор (род. 1902), Анатолий (род. 1903) и Анна.